# Liat Cohen
Liat Cohen es una pionera de la creación contemporánea así como del renacimiento de la guitarra clásica franco-israelí.

## Biografía
Liat da conciertos desde los 14 años. Fue la primera guitarrista en recibir el premio Nadia y Lili Boulanger de la Fundación de Francia. Obtuvo el Primer Premio del Conservatorio de la Ciudad de París así como el Diploma de Concierto otorgado por la Schola Cantorum con las felicitaciones de un jurado unánime. Ganó también el diploma de Ejecución de la Escuela Normal de Música de París cuyo presidente del jurado era Pierre Petit, premio de Roma.
Paralelamente a sus estudios, Liat Cohen compitió y ganó varios concursos internacionales de guitarra como los de Roma, de París así como el concurso nacional de Guitarra de Israel.
Desde su llegada a París en 1992, Liat investigó las varias técnicas de la guitarra y de su música inspirándose de 3 escuelas: la de Europa del Este, la de España y la de Francia. Rápidamente, se dio a conocer por el dominio espectacular de su instrumento, la claridad de sus interpretaciones y su extraordinaria sensibilidad a la forma tanto como a los timbres de los sonidos.
Ella desarrolló un sonido delicado y conmovedor que le valió el título de “La virtuosa con el sonido delicado” dado por la revista Guitare Magazine. Sus giras en Europa, Estados Unidos, América del Sur, Australia e Israel son aplaudidas por la prensa y sus conciertos transmitidos por las televisiones y las radios nacionales.
Liat ha sido inspiración para numerosos compositores quienes han escrito para ella, dedicándole obras sinfónicas. En su trabajo, la influencia de las melodías judías de varios orígenes así como las mediterráneas, es muy presente; como lo refleja el disco “Colección Liat COHEN”, ediciones de Oz, Canadá.
En 2001, Liat Cohen grabó su primer CD con el orquesta sinfónico de Jerusalén “El alma judío”, escogido en EE. UU. como el CD del año por la radio clásica nacional. 
En 2003, adaptó obras de J.S. Bach para guitarra. Invitada en el Monte “Saint Michel” como artista de residencia, grabó “Liat Cohen toca Bach” un CD seguido por un recital en la abadía durante las vigésimas jornadas del Patrimonio europeo. En 2005, grabó para Harmonia Mundi melodías clásicas y populares (españolas, turcas, argentinas, francesas, israelíes, peruanas…) grabación seguida por muchas giras y conciertos.